# Godfrey Kneller
Godfrey Kneller (Lübeck, 8 de agosto de 1646-Londres, 19 de octubre de 1723) fue un artista retratista que trabajó como pintor de la corte para varios reyes ingleses.

## Biografía

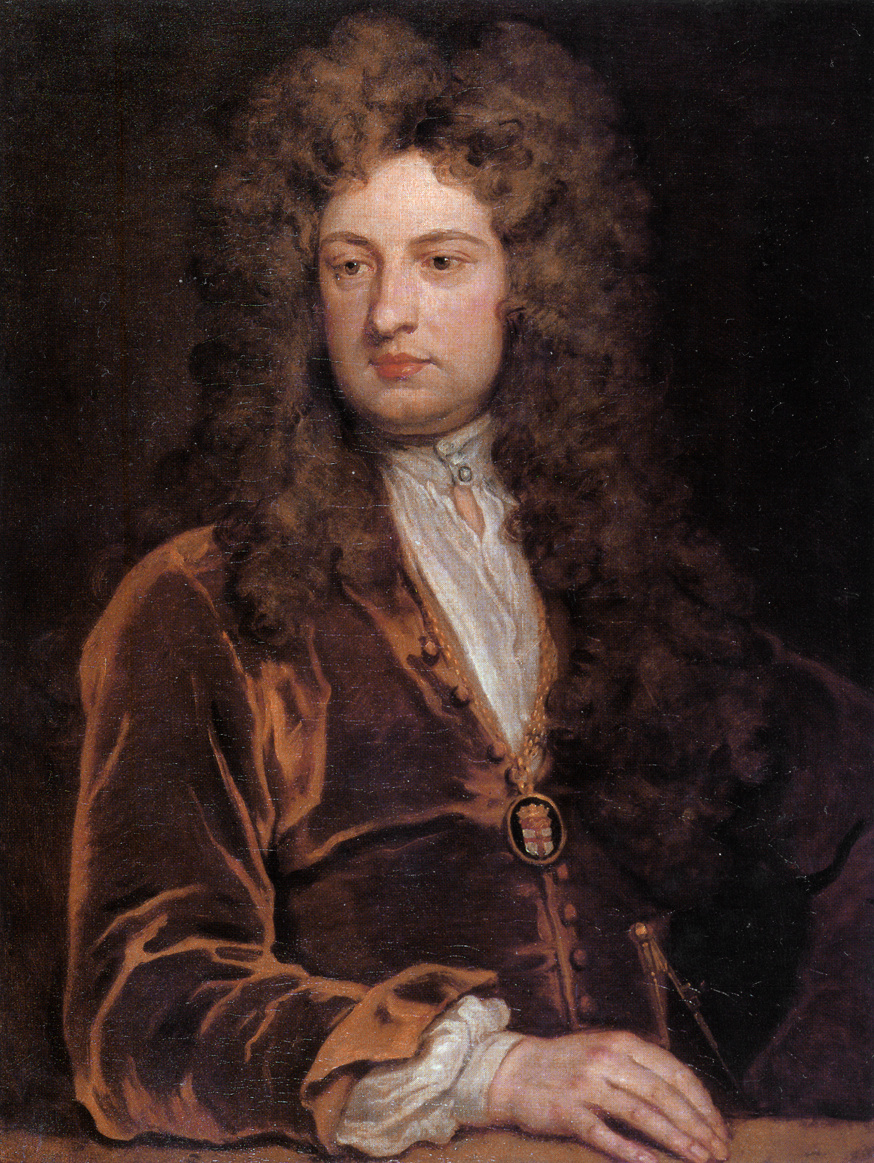
Retrato de John Vanbrugh, considerado una de las obras más finas de Kneller (National Portrait Gallery)

Kneller nació el 8 de agosto de 1646 en Lübeck, Alemania. Estudió en Leiden, pero fue alumno de Ferdinand Bol y de Rembrandt en Ámsterdam. Con su hermano Johann Zacharias Kneller. que también se dedicó a la pintura, viajó a Roma y Venecia, y a principios de la década de 1670 pintó algunas escenas históricas y retratos en el estudio de Carlo Maratta, antes de trasladarse a Hamburgo. Tras acabar su formación, ambos viajaron a Inglaterra en 1676, gracias al mecenazgo del Duque de Monmouth. 
Kneller se convirtió en el principal pintor de retratos de finales del siglo XVII y principios del XVIII, habiendo retratado a diez monarcas europeos (incluyendo a Luis XIV de Francia).
En 1680 fue nombrado pintor de la Corona por el rey Carlos II de Inglaterra y armado caballero por Guillermo III de Orange. Además le fue concedido el título de baronet (entre barón y caballero) por el rey Jorge I y dirigió la Academia de Pintura y Dibujo de Kneller (1711-1716) en Great Queen Street, en Londres.
A lo largo de veinte años, retrató al menos a cuarenta y cuatro miembros del Club Kit-Cat, un club de políticos destacados y hombres de letras.
Murió en 1723 a causa de unas fiebres. Sus restos se conservan en la iglesia de Twickenham, donde trabajaba como ayudante de sacristán cuando la nave central (siglo XIV) se derrumbó en 1713 y tuvo que tomar parte en los planes de reconstrucción de la misma.